# Ølby Sogn
Ølby Sogn er et sogn i Struer Provsti (Viborg Stift).
I 1800-tallet var Asp Sogn og Fousing Sogn annekser til Ølby Sogn. Alle 3 sogne hørte til Hjerm Herred i Ringkøbing Amt. Ølby-Asp-Fousing sognekommune blev ved kommunalreformen i 1970 indlemmet i Struer Kommune.
I Ølby Sogn ligger Ølby Kirke.
I sognet findes følgende autoriserede stednavne:
- Nygård (bebyggelse)
- Vestergård (bebyggelse)
- Ølby Kirkeby (bebyggelse)
- Øster Ølby (bebyggelse, ejerlav)